# 城郊街道 (广水市)
城郊街道是中华人民共和国湖北省随州市广水市下辖的一个街道办事处。
2014年2月，湖北省民政厅批复同意撤销城郊乡，设立城郊街道办事处。

## 行政区划
城郊街道下辖以下村级行政区划单位：
富康社区、城南村、双岗村、吴家榨村、水寨村、胡家桥村、三星村、城西村、跑马场村、油榨桥村、八里岔村、银河村、陈湖村、石桥村、星河村、韩家堰村、长辛村、杨河村、马蹄桥村和板子桥村。